# Hanns H. Fischer
Hanns H. Fischer, eigentlich Hans Helmuth Fischer, (* 26. Oktober 1900 in Dessau; † 17. Mai 1959 in Berlin-Halensee) war ein deutscher Drehbuchautor.

## Leben und Wirken
Über Fischers Herkunft und frühen Werdegang ist derzeit nichts bekannt. Seit Beginn der Tonfilmzeit erhielt er Drehbuchaufträge und schrieb, zumeist in Zusammenarbeit mit Kollegen, bis kurz nach Kriegsausbruch 1939 die Manuskripte zu einer Reihe von künstlerisch durchgehend bedeutungslosen Unterhaltungsfilmen. Erst nach dem Krieg konnte Fischer nach über zehnjähriger Abwesenheit seine Tätigkeit für das nunmehr bundesrepublikanische Kino fortsetzen. Auch hier blieb er bis zu seinem frühen Tod leichtgewichtigen B-Filmstoffen vom Schlage Der Fremdenführer von Lissabon, Piefke, der Schrecken der Kompanie und Schwarze Nylons – Heiße Nächte treu.

## Filmografie
- 1932: Was wissen denn Männer?
- 1933: Eine ideale Wohnung (Kurzfilm)
- 1934: Ihr größter Erfolg
- 1935: Held einer Nacht
- 1935: Soldaten – Kameraden
- 1936: Paul und Pauline
- 1936: Hilde und die 4 PS
- 1937: Autobus S
- 1938: Kampf um Anastasia (Kurzfilm)
- 1940: Das Orchestrion (Kurzfilm)
- 1951: Königin einer Nacht
- 1951: Stips
- 1953: Auf der grünen Wiese
- 1955: Heldentum nach Ladenschluß
- 1955: Parole Heimat
- 1956: Der Fremdenführer von Lissabon
- 1956: Tausend Melodien
- 1956: Der Mustergatte
- 1957: Acht Mädels im Boot
- 1957: … und die Liebe lacht dazu
- 1958: Piefke, der Schrecken der Kompanie
- 1958: Schwarze Nylons – Heiße Nächte